# Chapixtla
Chapixtla är en ort i Mexiko.   Den ligger i kommunen Chicontepec och delstaten Veracruz, i den sydöstra delen av landet, 200 km nordost om huvudstaden Mexico City. Chapixtla ligger 172 meter över havet och antalet invånare är 436.
Terrängen runt Chapixtla är platt åt nordost, men åt sydväst är den kuperad. Runt Chapixtla är det ganska tätbefolkat, med 86 invånare per kvadratkilometer. Närmaste större samhälle är Chicontepec de Tejada, 10,1 km väster om Chapixtla. Omgivningarna runt Chapixtla är en mosaik av jordbruksmark och naturlig växtlighet.